# Coleiana nigricopis
Coleiana nigricopis är en tvåvingeart som beskrevs av Stephen D. Gaimari och Irwin 2000. Coleiana nigricopis ingår i släktet Coleiana och familjen stilettflugor. Inga underarter finns listade i Catalogue of Life.